# Charles II de La Vieuville
Pour les articles homonymes, voir La Vieuville (homonymie).
Charles II de La Vieuville est duc de La Vieuville et pair de France, seigneur de Chailvet, seigneur de Pavant, et, par mariage, seigneur en partie de Sallèdes et de La Chaux-Montgros (à Sallèdes) en Auvergne.

## Biographie
Il fut d'abord destiné à l'Église et reçut l'abbaye de Savigny dont il se démit en faveur de son frère Charles-François de La Vieuville. Il embrassa la carrière des armes, devint mestre de camp du régiment de Picardie en 1645 ; conseiller au Conseil privé le 29 avril 1645, maréchal de camp des armées du roi le 16 janvier 1649, lieutenant général en Champagne du 30 juin 1651 à mai 1663, conseiller ordinaire au conseil des finances le 2 novembre 1651, il fut nommé lieutenant-général des armées du roi le 10 juillet 1652 ; le roi lui fait prêter serment pour sa charge de gouverneur et lieutenant général en haut et bas Poitou, Châtelleraudais et Loudunois, et gouverneur de Fontenay-le-Comte le 12 septembre 1664. Il est chevalier d’honneur de la reine le 13 janvier 1670. Le roi le nomme gouverneur du duc de Chartres Philippe d'Orléans le 29 avril 1686. Chevalier des ordres du Roi quand il fut nommé le 2 décembre 1688 chevalier du Saint-Esprit, l'Ordre lui fut remis par le roi le 1er janvier 1689 avec 23 chevaliers novices.
Charles II de la Vieuville est le beau-frère d'Ambroise-François de Bournonville duc de Bournonville et pair de France, qui a épousé la sœur de Charles, Lucrèce de La Vieuville. Charles II de la Vieuville est aussi le cousin germain de Louis II de la Trémoille, duc de Noirmoutier et pair de France (mort en 1666 ; fils de Lucrèce Bouhier), et de François Marie de l'Hopital, duc de Vitry et pair de France (mort en 1679 ; fils de Nicolas et de Lucrèce Bouhier).
Le 25 septembre 1649, il épouse Françoise Marie de Vienne, comtesse de Châteauvieux et de Confolens († 1669), fille unique de René de Vienne, seigneur de Clervans et de Vauvillers, comte de Châteauvieux et de Confolens (descendant de l'amiral de Vienne), et de Marie de la Guesle, baronne de la Chaux-Montgros en Sallèdes.